# Kalle Kanttila
Kalle Kanttila (* 10. November 1976 in Oulu) ist ein finnischer Tenor.

## Leben
Kanttila begann sein Gesangsstudium am Konservatorium Helsinki und setzte es an den Musikhochschulen Zürich und Karlsruhe fort.
Sein Debüt gab er 2003 als Don José in „Carmen“ beim Musikfestival Weikersheim. Danach sang er Rinuccio in „Gianni Schicchi“ in Maastricht und 2005 Alfredo in „La Traviata“ bei den Wernigeroder Schlossfestspielen.
Weitere Gastverträge führten ihn an das Nationaltheater Mannheim, Badisches Staatstheater Karlsruhe, Wuppertaler Bühnen, Hessisches Staatstheater Wiesbaden, Staatstheater Darmstadt, Alexander-Theater Helsinki, Weikersheim, Nilsiä und zu den Schwetzinger Festspielen sowie  den renommierten Savonlinna Opernfestspielen, wo er u. a. Matteo (Arabella), Cassio (Otello), Pinkerton (Madam Butterfly), Bacchus (Ariadne auf Naxos), Lenski (Eugen Onegin), Don José (Carmen), Tamino (Die Zauberflöte), Victorin (Die tote Stadt), Tassilo (Gräfin Mariza) oder Paganini (Paganini) sang.
Von 2005 bis 2008 war Kanttila als festes Ensemblemitglied am Theater Regensburg, von 2008 bis 2011 am Staatstheater Nürnberg engagiert.
Kanttila war mehrfacher Stipendiat des finnischen Kulturministeriums und 2005 Bayreuth-Stipendiat des Richard-Wagner-Verbands. Der Fernsehsender Arte und das finnische Fernsehen produzierten 2007 die Dokumentation „Winterreise“ (Original: Talvinen Matka – A Winter’s Journey) über Kalle Kanttila.
In der Spielzeit 2011/2012 wird der junge Tenor u. a. die Rolle des Manricos aus „Il Trovatore“ in seinem Heimatland Finnland singen. Dazu führen die Gastspielen ihn u. a. an die Komische Oper Berlin und zum Staatstheater Wiesbaden.